# 斑叶梣
斑叶梣（学名：Fraxinus punctata）为木犀科梣属下的一个种。

## 扩展阅读
- 維基物種上的相關：斑叶梣